# The Last Witch Hunter
The Last Witch Hunter ist ein US-amerikanisch-chinesischer Fantasyfilm von Breck Eisner aus dem Jahr 2015. In der Hauptrolle eines Hexenjägers, welcher die Menschheit rettet, ist Vin Diesel zu sehen.
Der Film feierte seine Premiere am 13. Oktober 2015 und kam am 22. Oktober 2015 in die deutschen Kinos.

## Handlung
Im Mittelalter sind Menschen und Hexen verfeindet. Die Königin der Hexen, die die Menschen wegen ihrer rasanten Ausbreitung und ihrer teils unhygienischer Lebensweise und deren Auswirkungen auf die Natur hasst, lässt mithilfe sogenannter Pestfliegen den schwarzen Tod auf die Menschheit los. Eine Gruppe Hexenjäger, angeführt von einem Priester namens Dolan, bricht zum Versteck der Königin auf, um diese zu vernichten und so den Fluch zu brechen. Einer der Hexenjäger ist Kaulder, der seine Familie durch die Pest verloren hat. Während des Kampfes schafft es Kaulder, die Hexenkönigin mit seinem Schwert zu töten, wobei er auch selber sterben möchte. Doch die sterbende Hexe belegt ihn mit einem Fluch: er werde fortan ewig leben und niemals Frieden finden.
800 Jahre später, im modernen New York City, geht Kaulder noch immer seiner Tätigkeit als Hexenjäger nach, jetzt für eine Organisation namens Axt und Kreuz. Aufgrund eines Waffenstillstandes zwischen Menschen und Hexen dürfen letztere frei und unbehelligt leben, sofern sie Menschen keinen Schaden mit Magie antun. Allerdings gibt es einige, die den dunklen Tagen der Hexenkönigin nachtrauern und daher die Waffenruhe brechen. Um diese kümmert sich Kaulder, so stellt er gefährliche Wetterrunen sicher und verhindert damit einen Flugzeugabsturz. An seiner Seite steht ein Priester, der sogenannte Dolan. Seit 50 Jahren wird Kaulder nun vom 36. Dolan betreut, der auch sein Beichtvater und Freund ist. Da dieser sich zur Ruhe setzen will, ist Kaulder sentimental gestimmt und schenkt ihm zum Abschied einen Füller, in den er dessen Initialen eingravieren ließ. Gemeinsam schreiben sie den Bericht über Kaulders letzte Mission.
Am Abend macht der 36. Dolan seinem jungen Nachfolger Mut in Bezug auf dessen erstes Zusammentreffen mit Kaulder. Zudem macht er sich Sorgen um Kaulder, da dieser von Axt und Kreuz letztlich nur als Waffe benutzt werde, obwohl er deutlich mehr sei als nur dies.
Am nächsten Tag erfährt Kaulder, dass sein Freund über Nacht plötzlich verstorben zu sein scheint. In der Kirche trauert er um ihn und wohnt der Zeremonie bei, in der der 37. Dolan ernannt wird. Nun arbeitet Kaulder mit diesem zusammen, gemeinsam besuchen sie die Wohnung des 36. Dolan. Kaulder prüft, ob sich dort Magie befindet, wobei ihm mehrere auf dem Boden liegende Pestfliegen auffallen. Daher misstrauisch, stellt Kaulder fest, dass der alte Dolan von Hexen besucht wurde: Ein Verschleierungszauber lässt alles normal aussehen, obwohl die Wohnung verwüstet wurde. Zudem stellt sich heraus, dass der 37. Dolan Kaulder von früher kennt, da Hexen einst seine Eltern getötet und er ihn gerettet hat.
Der neue Dolan wertet die Tatsache, dass sein Vorgänger offenbar ermordet wurde, als Kriegserklärung. Daher machen sich die beiden auf zu einem Mann namens Max Schlesinger, der laut Kaulder ein Hexenmeister des 14. Grades ist. Von ihm wollen sie erfahren, wer die Hexe ist, die den alten Dolan getötet hat. Schlesinger gibt sich zunächst ahnungslos, doch schließlich erfahren sie von einem Mann, der ähnlich wie Knoblauch gerochen haben soll. Kaulder schließt auf Arsen und folgert, dass der Mörder in einem ehemaligen Beerdigungsinstitut leben muss. Während des amerikanischen Bürgerkriegs wurde Arsen zum Einbalsamieren benutzt. Er begibt sich allein dorthin und stellt dort den irren Hexer Ellic Le Maznil, der Dolans Tötung nicht bestreitet. Kaulder kann den Mann schnell festnehmen und bringt ihn zu Axt und Kreuz.
Dort wird dieser von den Ratsmitgliedern zur Einkerkerung ins bewegliche Hexengefängnis verurteilt. Da Ellic nicht nach Koblauch riecht, schließt Kaulder auf einen Komplizen. Als er und Dolan die „Leiche“ des alten Dolan betrachten, fällt Kaulder auf, dass sich unter dessen Haut eine Pestfliege befindet. Ihm zufolge wird so jemandes Willen gebrochen, und er holt die Fliege heraus. Es stellt sich heraus, dass der alte Dolan noch lebt, jedoch verflucht wurde und sich daher in einem komatösen Zustand befindet. Um ihn zu retten, müssen sie diejenige Hexe finden und töten, die den 36. Dolan verflucht hat. Dafür haben sie höchstens zwei Tage. Kaulder findet den vom alten Dolan gelegten Hinweis, er solle „sich an seinen Tod erinnern“.
Um herauszufinden, warum er dies tun soll, bittet Kaulder die auf Zaubertränke spezialisierte Barbesitzerin Chloe um Hilfe. Kaulder kann mittels eines Erinnerungszaubers wieder das Mittelalter sehen, wird jedoch plötzlich herausgerissen und ist an den Boden gefesselt. Er trifft auf den Hexer Baltasar Ketola, der sich Belial nennt, Kaulders Vorhaben vereiteln will und die Bar attackiert. Er hat auch den 36. Dolan verflucht und wurde dabei von Ellic begleitet. Kaulder kann sich befreien und den Hexer vertreiben, allerdings steckt dieser die Bar in Brand.
Chloe, die offensichtlich unter den wohl auch von Kaulder mehr oder weniger geteilten Vorurteilen gegenüber Hexen leidet, ist wegen der Zerstörung wütend auf den Hexenjäger. Dieser konnte mithilfe des 37. Dolan Belials Identität ermitteln und will wissen, warum dieser ihn seine Vergangenheit nicht sehen lassen will. Zudem hatte Belial Graberde auf seiner Jacke, und Kaulder will wissen, wofür er diese braucht. Kaulder erklärt Chloe, dass sie den Erinnerungszauber wiederholen müssen, und verspricht ihr im Gegenzug, für ihre Sicherheit zu sorgen. Da Chloe für das Mischen eines neuen Tranks Zutaten braucht, besuchen sie ihre Mitarbeiterin Miranda, die davon einen großen Vorrat hat. Doch Belial hat Miranda bereits umgebracht. Nachdem auch Chloe nun einen Verlust erlitten hat, schwört Kaulder, Belial zu erledigen. Er weiß, wo sie hingehen können, um einen Erinnerungszauber zu wirken.
Sie begeben sich am Abend zu einer Hexe namens Danique, die bei Kaulder einen weiteren Erinnerungszauber wirkt. Allerdings ahnt Chloe, dass der Hexenjäger in eine Falle tappt. Und sie liegt richtig: Kaulder gerät in einen Strudel der Erinnerungen, in denen er Illusionen von seiner verstorbenen Familie sieht. Chloe betritt seinen Traum als Traumwandlerin (eine Eigenschaft, die sich nun bei ihr offenbart) und macht ihn auf die Gefahr aufmerksam. Gemeinsam kehren sie zu dem Zeitpunkt zurück, als Kaulder die Hexenkönigin getötet hat. Damals wurde nur der Körper der Königin zerstört, nicht aber ihr noch schlagendes Herz. Dieses ist an Kaulders Lebenskraft gebunden: Sollte das Herz zerstört werden, bedeutet dies auch seinen eigenen Tod. Die Hexenkönigin hat also ihn unsterblich gemacht, um eines Tages wiedererweckt werden zu können. Der damalige erste Dolan hatte dies erkannt, das Herz mitgenommen und verwahrt. Axt und Kreuz hat Kaulder die ganze Zeit am Leben gelassen, um so die Apokalypse zu verhindern. Nach dieser Entdeckung befreit sich Kaulder aus dem Zauber. Von Danique erfährt er, dass sie Belial geholfen hat, große Mengen der für die Wiedererweckung der Hexenkönigin benötigten Erde zu besorgen.
Kaulder begibt sich in seine Wohnung und stellt dort den 37. Dolan wütend zur Rede. Dieser erklärt ihm die Gründe. Er betont, dass der alte Dolan derselben Meinung war wie Kaulder und das Herz zerstören wollte, um ihn endlich zu erlösen. Die Hexen haben offenbar durch ihn erfahren, wo das Herz ist.
Kaulder macht sich auf, um die Wiedererweckung der Hexenkönigin zu verhindern. Das gelingt ihm nicht, obwohl er Belial tötet. Als der alte Dolan erwacht, erklärt ihm Kaulder, dass er Belial umgebracht hat, jedoch die Hexenkönigin wiederbelebt wurde und nun erneut die Pest entfesseln will. Es wird klar, dass, indem jahrelang die mächtigsten Hexen der Welt ins Hexengefängnis gesperrt wurden, der perfekte Hexenzirkel erschaffen wurde, der nur auf die Erweckung der Königin gewartet hat. Der alte Dolan gesteht eine Mitschuld an allem ein, da es anmaßend war, zu denken, der Feind würde nicht hinter das Geheimnis mit dem Herz kommen. Allerdings macht er Kaulder auch neuen Mut und erklärt ihm, dass er die Hexenkönigin erneut besiegen könne.
Kaulder macht sich auf, um die Hexenkönigin zu bekämpfen. Ihn begleiten der 37. Dolan und Chloe, die klarstellt, dass eine Hexe auch Hexen jagen kann. Zudem scheint sie ihm näher zu kommen. In der Kirche von Axt und Kreuz stellen sie fest, dass die Ratsmitglieder tot sind und dort bereits ein Pestbaum wuchert, von dem aus sich ein Schwarm Pestfliegen in der Stadt ausbreiten soll. Dafür muss nur der von der Königin besessene Hexenzirkel den entsprechenden Fluch wirken. Sie finden heraus, dass sie dies verhindern können, indem sie das schwächste Mitglied des Zirkels entfernen. Sie holen daher Ellic aus dem Gefängnis, damit Chloe als Traumwandlerin bei ihm eindringen und den Besessenen so von seinem Vorhaben abhalten kann. Während Kaulder das angreifende Hexengefängnis zerstört, gelingt ihr dies, wobei Ellic getötet und der Fluch so verhindert wird.
Als Kaulder die Königin mit seinem Schwert erschlagen will, nimmt der 37. Dolan plötzlich Chloe als Geisel. Er offenbart Kaulder seine wahren Absichten: Die Hexen, die dieser damals getötet hatte, haben seine Eltern nicht umgebracht, sondern waren selbst seine Eltern. Er ist also ein Hexer, der jedoch ohne Zauberkräfte geboren wurde. Er hasst Kaulder für das damalige Ereignis und will diesen tot sehen, weshalb er zu dessen Dolan wurde. Nachdem dadurch das Ritual zur Entfesselung des Fluchs vollendet wurde, wird ein riesiger Fliegenschwarm auf die Stadt losgelassen. Als Dolan die Königin bittet, ihm Zauberkräfte zu verleihen, tötet sie ihn.
Kaulder schafft es, mithilfe der Wetterrunen ein Gewitter zu erzeugen und sein dadurch wieder entflammtes Schwert nach der Königin zu werfen und zu töten. Dadurch wird auch der Fliegenschwarm vernichtet, bevor er Schaden anrichten kann. Kaulder will nun das Herz der Königin ein für alle mal zerstören und nimmt dabei seinen eigenen Tod in Kauf. Doch Chloe hält ihn davon ab, da sie als Traumwandlerin gesehen hat, dass in der Traumdimension noch weitaus finsterere Dinge auf ihre Freilassung warten und er somit noch gebraucht werde. Kaulder lässt daher von seinem Vorhaben ab.
Da ihn Axt und Kreuz betrogen hat, arbeitet Kaulder nun nicht mehr für diese Organisation. Der alte Dolan schließt sich ihm wieder an und sie bilden nun zusammen mit Chloe ein eigenständiges Hexenjägerteam. In der letzten Szene hört man das Schlagen des Herzens, welches aus Kaulders Wohnung ertönt.

## Hintergrund
Das Drehbuch zu The Last Witch Hunter stand 2010 auf der Black List, welche die unter Hollywood-Produzenten beliebtesten, bisher unverfilmten Skripte enthält. Schließlich wurde es jedoch von den Drehbuchautoren Cory Goodman, Matt Sazama und Burk Sharpless in ein Drehbuch adaptiert. Die Regie übernahm nach anfänglichen Gesprächen mit dem kasachischen Regisseur Timur Bekmambetow letztendlich der US-Amerikaner Breck Eisner.
Der Charakter des Hexenjägers Kaulder basiert auf einem Spielcharakter des Pen-&-Paper-Rollenspiels Dungeons & Dragons. Vin Diesel hatte dieses bei Gesprächen mit Cory Goodman in den Film eingebracht.
Die Dreharbeiten begannen aufgrund des Todes von Schauspieler Paul Walker verspätet, da so die Arbeiten von Vin Diesel an deren gemeinsamen vorherigen Projekt Fast & Furious 7 länger andauerten. Schließlich wurde ab dem 5. September 2014 in Pittsburgh gedreht; die Dreharbeiten liefen bis zum 5. Dezember 2014. Für die deutsche Schauspielerin Julie Engelbrecht stellt der Film ihr Schauspieldebüt in einem Hollywood-Film dar.
Der Film hatte ein Budget von 90 Millionen USD und feierte seine Premiere in New York City am 13. Oktober 2015. In Deutschland startete er am 22. Oktober 2015.

## Kritik
Der Film erhielt von Kritikern negative Bewertungen. Auf Rotten Tomatoes hält er eine Bewertung von 16 %, basierend auf 123 gewerteten Kritiken und einer Durchschnittsbewertung von 3,8/10. Metacritic bewertet den Film mit 34/100 Punkten, basierend auf 22 Kritiken.
Andreas Staben von filmstarts.de vergab 2,5/5 Sternen und sprach von einem „durchschnittliche[n] Fantasy-Spektakel mit einem blassen Vin Diesel“